# آندریا استافولانی
آندریا استافولانی (انگلیسی: Andrea Staffolani؛ زادهٔ ۱۹ فوریهٔ ۱۹۸۳) بازیکن فوتبال اهل ایتالیا است.
از باشگاه‌هایی که در آن بازی کرده‌است می‌توان به باشگاه فوتبال آنکونا و باشگاه فوتبال پارما اشاره کرد.